# Max Ernst
Max Ernst (Brühl, 1891. április 2. – Párizs, 1976. április 1.) német festő, grafikus, szobrász, költő.

## Ifjúsága
Ernst 1891-ben született és 1976-ban halt meg. Apja vasárnapi festő és tanár volt a süketnéma gyerekek iskolájában, diktatórikus alkat. Philippe Ernst, Max apja olyan ember volt, akinek szemében az öröklött rend örök, s ő arra hivatott, hogy visszaszorítsa a szüntelenül leselkedő rossz szellemet. Kérlelhetetlenségének később számos jelét mutatta saját fiával szemben. Az apa rend-rácsa Max Ernst képeinek gyakori, jellegzetes motívuma, mögötte a vergődő, búslakodó lényekkel. Max életében fontos szerepet játszott egyfajta ödipális harc apjával. Gyermekkora élményeiből sok minden áttevődött a festészetébe. Tizenöt esztendősen megrázó élményben volt része: kedvence, egy Hornebom névre hallgató papagáj egy éjjel váratlanul kimúlt, s ugyanazon az éjjelen született meg az Ernst család hatodik gyermeke, Loni. Képzeletében megragadt egy megmagyarázhatatlan jelenet, amelyben ember és madár azonosul. Erdő (ahová apjával gyakran járt festeni) és madár Ernst művészetének makacsul ismétlődő motívuma lett. Olyannyira, hogy önmagát is gyakran ábrázolta madár alakban, a híres Loplop névvel.
Maxnak nem volt hagyományos művészeti képzése. Érettségi után apja jogi tanulmányok felé irányította, de Max nagy ívben kerülte a „jövedelmező tárgyakat”. Előadásokra is vázlatfüzettel járt. Filosz jellegű figura volt. Nietzsche és Stirner gyakorolta rá a legnagyobb hatást. Korán ébredő politikai érdeklődése is az anarchisztikus stirneri gondolatok jegyét viselte. Szorgalmasan látogatta a környék ideggyógyintézeteit, jelentős gyűjteményt állított össze a betegek alkotásiból. Igyekezett meglelni a bennük rejtőző szellemet, rájönni az ösztönösen kialakított formák keletkezésének mechanizmusára. A háború előtt egyetemre járt, ahol művészettörténetet tanult. Az egyetemen egy vidám művésztársaság tagja lett, melynek szellemi vezére August Macke volt. Barátaival gyakran idéztek szellemet, és a szeánszok hatása oly szuggesztív volt, hogy Max hangokat hallott, földöntúli muzsikát, s repkedő tárgyakat látott a levegőben. A szeánszok meggyőzték őket arról, hogy a művészetben a képzeletnek és a tudaton kívüli életműködésnek, a második állapotnak legalább akkora a megnyilatkozási területe, mint a tudatos szándéknak.
Korai művészetében a késő gótikus mesterek inspirálták (Bosch, Grünewald), Otakar Kubín és Max Klinger festészetén keresztül. 1909 és 1916 között festett műveiről még a kísérletezés állomásai olvashatók le. Szabadon engedte érvényesülni képein a kor nagy áramlatait. 1912-ben rendeltek tőle először képet, melynek témája a megfeszített Jézus Krisztus. Ez volt művész pályafutásának talán egyetlen „naturális” ábrázolása. A kapott pénzből végül elutazhatott Párizsba, ahol megismerkedett Modiglianival, Apollinaire-rel. Max Jacobbal. Vincent van Gogh, a Vadak és Marc Chagall maradandó élménye kísérte a művészt önmaga keresésének útján.

## 1909–1919

### Alkotásai
- Önarckép (1909)
- Az Augustusburg kertje (1911)
- Kalap a fejen, kalap a kézben (1913)
- Tájkép, torony állatokkal (1914–16)
- Halak harca (1917) Ezen érezhető egy kis szürrealisztikus látomás. Furcsa madár- és hal-szerű lények. A háború drámai torzképe. A félig madár, olykor emberarcú szörnyek, akik bombaformájú végződésükkel minden célt és értelmet nélkülöző cselekedeteket végeznek. Rajzmappákat rabolnak, és az egyik cápaforma éppen egy hegedűfélét emel ki rejtekéből. A mű stiláris felfogásában Vaszilij Kandinszkij korai absztrakcióihoz áll közel.
- A hal csatája (1917)
- Tájkép (1917) Az általános pusztítás érzése még hangsúlyozottabb ebben a képben. A világ látszategysége megrendül. A formák megszokott jelrendszere felborul. Mindössze a fenn és a lenn puszta konvenciója marad. A cafatokká szaggatott föld felett az erőszak uralkodik, tátott pofájába elnyelni készül mindazt, amit a kozmikus vihar elébe sodor. A légből nyíllal átdöfött madártetem zuhan alá – ez lenne a legelső azonosulás. Megrázó metafora ez a pusztításról, a háborúról.
- Elsüllyedve a víz által (1919)
- Cím nélkül (1919)
- Kétértelmű tárgy (1919)
- Hypertrófikus trófea (1919)
- Ne mosolyogj! (1919)
- A nagy orthokromatikus kerék szeretkezik a mérettel (1919)
- Kétértelmű figura (1919–20)
- Kis gép felépítve a dadamax által (1919–20)

### Életútja ebben a időszakban
1914-ben bevonult. A fronton is megpróbált folyamatosan festeni, és 1917-ben a művészi forradalomtól teljesen elszigetelten kidolgozott egy merőben új szemléletet tükröző felfogást.
1919-ben leszerelték és Kölnben maradt, ahol megnyílt a Dada-központ, de kapcsolatban maradt Münchennel, Berlinnel és Zürichhel is. Találkozott Giorgio de Chiricóval, és Ernst művészetére hatással volt Chirico művészete, Marcel Duchamp véletlen elve, Francis Picabia gépezetei, ám őt sokkal érzékibb és hevesebb szexualitás jellemezte. A jelentések nála többrétűbbek voltak.
Hans Arppal (akivel a háború előtti utolsó évben ismerkedett meg) 1919-ben kollázsokat készített. Árukatalógusok, divatlapok, 19. századi regények illusztrációi, gépalkatrészek, geológiai rétegrajzok lettek felhasználva bennük. A gép és az erotika összekapcsolása személyesen és új intenzitással történt nála. Hallucinatív, látomásos lehetőségek jelentek meg kollázsaiban. A fantázia birodalma felé fordult, hallucinogén alkalmazása ez a köznapi anyagoknak. Olvasta Freud álomfejtését, melyben nagy hasznát vette a hipnózis képtársító rendszerének. Sokszor alkalmazta a kalapot, amely Freud szerint fallikus szimbólum.
Hasonlóan a pszichoanalízisben, a kollázsban is spontán elhelyezett képek vannak. Max így fogalmazta meg a kollázs lényegét: „Két, látszólag összebékíthetetlen valóság társítása egy látszólag oda nem illő térben.” Ösztönösen talált rá egy módszerre, amely valamivel később a szürrealizmus alapvető művész elvévé vált, s amelyet Lautréamont fogalmazott meg legkifejezőbben: „Szép, mint egy esernyő és egy varrógép véletlen találkozása egy boncasztalon.”
Minden műve egy-egy döfés a vilmosi áltudományosság, a merev oktatásrend, a költői nagyképűség ellen. Képeinek különös címei már nem arra voltak hivatottak, hogy az ábrát magyarázó kiegészítéssel kísérjék. Épp ellenkezőleg: a cím a kép folytatása más eszközökkel, a szürrealisták által később oly kedvelt dépaysement – talajvesztés, megtévesztés – fontos előképe. A címek is azt a célt szolgálták, mint a költői gondolattársítások és a félrevezető dadaista tréfák. A korai kollázsokat fatagalgának nevezte el. Önmagát Dada-Max-nak keresztelte.

## 1920–1925

### Művei
- Kalap teszi az embert (1920) Főműve ebből a korszakból. A sógoránál látott egy ilyen kalaptartót. Kalap = fallosz. A divat és a pszichológia együtt jelenik meg. Előzménye Macke divat képei. A kalapokat színprizmával köti össze. Francia és német szöveget írt alá. A haj mozgása a szabad intellektust is jelzi, ez az, amit a kalap elnyom. A társadalom mechanikus oldalát is jelzi így. De benne van a divat is , mellyel az akadémikus művészetet is támadja.
- Kis salétrom Csile (1920)
- Halálosan női repülőgép (1920) A női test halálosan veszélyes. A fame fatale típus egyik változata. Áldozata egy sebesült férfi. A gép a dehumanizált erő.
- A ló (Ő beteg, 1920) Metszeteket, biológiai könyvet és fotót egyesít. Finoman és aprólékosan manipulálta az anyagot. Finom vágástechnikákat alkalmazott. Sok részt egybefotózott és úgy vitte fel a papírra.
- A szőrös patájú ló (Ő beteg, 1920)
- A hattyú nagyon békés (1920)
- A hús dala (1920)
- A kicsi könnymirigy mondja, tik-tak (1920)
- A mester hálószobája (1920)
- A szónok:
- A kínai pacsirta (1920). Összezavaró hatású. Különböző jellegű részekből új kompozíciót hozott létre.
- Bokszoló verőlabdája, avagy Buonarotti halhatatlansága (1920)
- Éjféli felhők felett a helyzet I. (1920)
- Éjféli felhők felett a helyzet II. (1920)
- Svájc a dadaizmus születési helye vagy mitologikus áradáskép (1920)
- Minden repül: Arp-pal és Baargeld-del együtt készítette.

### Életútja ebben az időszakban
1921-ben kollázs kiállítása volt Párizsban. Önmaga nem utazhatott Párizsba, csak a kollázsait küldte el. Ekkor ismerkedett meg a szürrealistákkal. 56 művet állított ki, ebből igazi kollázs csak 12 db volt. Mély ikonográfiákat alkalmaz. „A szürrealizmus nyomban felismerte önmagát az 1920-as kollázsokban, amelyek egy tökéletesen szűz látásmódot jelentettek, miközben megfelelnek annak, amit Rimbaud és Lautréamont gróf óhajtott a költészetben. A tárgy széttépte külső megszokott burkát, alkotórészei önállósultak, lerázták a realitás elvének kötelmeit.” – mondta André Breton. A szürrealisták ekkor még meglehetősen egységes csoportba tömörültek, leszámítva a temperamentumok különbözőségét. A felfedezések, játékok, álmok és a toleranciát nem ismerő szembenállásból fakadó skandalumok – leegyszerűsítve: humor és dac – forrasztották őket eggyé. A fényképezés feltalálása, Breton és számos más művész szerint, halálos csapást mért a művészet régi kifejezési módjára, mivel ez a tudattalan, vak eszköz sokkalta pontosabban és biztosabban ábrázolta a valóság hű képét, mint bármelyik művész, így a művészek kénytelen-kelletlen szakítottak a külsőségek utánzásával, és olyan területek felé fordultak, ahová a küklopszlencse nem képes behatolni. Ez pedig az érzések, a képzelet, a gondolatok és álmok világa. A fantasztikus a valóság részeinek vegyítése, megkeverése, amelyet az álmok és képzelődések megszokott formáiként ismerünk. Ma már könnyen megállapítható, hogy Ernst úgyszólván szürrealizmus előtti szürrealista volt, képei megelőzték az elméletet.
1920-ban Hans Arp, Max Ernst és Johannes Theodor Baargeld kiállítást rendezett egy sörözőkertben. A műveket a wc-n át lehetett megközelíteni, olyan tárgyakat akartak kiállítani, amit a közönség szét akar verni. Sikerült nekik, a műveket folyamatosan cserélni kellett. Ernst fallosz-szerű műtárgyakat állított ki, nagy nőcsábász volt. Hárman adták a ki a Der Ventilator című folyóiratot, melyet Baargeld apja pénzelt (örült, hogy fia nem kommunista). Alkalmanként 20 ezer példányt adtak ki. A művészi és a közéleti tevékenység ekkor szorosan összefüggött Ernst életében.
1921–24 között illuzorisztikus kollázsokat készített. Ezek a képek már egyértelműen a dadaizmus és a szürrealizmus határán álltak, enigmatikusak. Gyakoriak voltak a rövid szériák, a rokon hangulatú képek sora.
- A szó (1921). Eme a képen már dominál a fejnélküliség. Sokértelmű, víziót kifejező kollázs. Különös érdekessége, hogy itt találkozunk először a madár figurájával, mint a művész jelképével, megjelenítésével. A fej nélküli asszony ágyékát és mellét takarja egy-egy madár. Erotikus jelentése majd az Angyali üdvözletben válik egyértelművé, ahol a keresztény mitológia szűzi teherbe ejtőjeként jelenik meg. A szó azonban az ember teremtésére, Ádámra és Évára utal, természetesen a megfelelő ernsti kétellyel és iróniával fűszerezve. Ez a teremtés még nem befejezett: a háttérben álló férfi még két darabban van, az oldalbordát éppen most emelték ki belőle. Az asszony egy anyaméhszerű tartályban áll, amelyben az a föld látszik, amelyből vétetett. Természetesen ez csupán egy a lehetséges interpretációk közül, s ha egy magyarázattal lezárnánk a képet az egyenes ellentétben állna az alkotó szellemével.
- Santa Conversatione (1921) Színekkel felerősített kollázs. A kép újabb jellel gazdagítja a művész kelléktárát. A Madonna félig gépi elemekből áll össze, felsőtestét csavarozott lemezek borítják. Ez a megjelenítés sokszor előbukkan későbbi képein. A Madonna feje is gépalkatrész, két lábát kozmikus jelképre emlékeztető korong fogja össze. Az asszony feje fölött glória helyett spanyolos fejdísz (egy nyitott legyező) és újra két madár. Mindkettő galamb; az egyik erotikus töltése világos: a Madonna combján állva, nyitott medencéjét takarja, a másik talán „hírhozó” angyal. Talán nem tévedünk túlságosan, ha arra gondolunk, hogy ez a kép az asszony iránti vággyal kevert keserű iróniát fejez ki. A vágy az asszony ölében tanyázó galamb-Ernst. Max a női nem nagy tisztelője, hódításainak se szeri, se száma – miközben galamb alakban Madonnája ölébe üt tanyát, máris a háttérben feltűnő angyalra tekint. E képeknél nem is annyira az együttes értelmezése tűnik lényegesnek, inkább az ernsti nyelv kialakulásának felderítése.
- A gejzír vidám felkelése (1921)
- A világ (1921)
- Közeledő serdülőkor (1921)
- Menyasszony anatómiája (1921)
- A bőrkeményedés és az apja (1922)
- A szökevény (1922)
- A tetőcserép nem szükséges követelmény a tisztaság szeretetéhez (1922)

A szürrealizmus automatizmusa a legkevésbé sem volt ismeretlen Ernst előtt. Alkata, jelleme, művészi gyakorlata már régóta ugyanazt célozta, amit párizsi barátai elméletileg kimunkáltak. A kollázs lehetőségeinek felismerése 1919-ben már erre az útra térítette, s az automatizmus gyakorlatát azzal egészítette ki, hogy az öntudatban – tudatalattiban – szunnyadó erőket külső izgalom hatására hozza mozgásba. Az emberi szellem az érzékelt jelenségeket jellé alakítja, e jelek képpé formálódnak, így igen közvetlenül segítik a természetes alkotás folyamatát, azt, hogy maga a természet fejeződjék ki az emberi szellem szűrőin áteresztve.
Bármilyen aktív résztvevője volt is Ernst a szürrealista mozgalomnak, a csoporton belüli marakodásban, vitákban magatartása mindvégig távoli, hűvös, szemlélődő maradt.
- Dada – Edgar Degas (1920–21)
- Dada – Paul Gauguin (1920)
- Fagyos tájképek, jégcsapjai és ásványai a női testnek (1920)
- Nagyra növelt fagyott részleg (1920)
- Fiatal chiméra (1920)
- Föveny (1920)
- Mindig a jobb győz (1920)
- Wahaua császára (1920)
- Celebes (1921) A jelentős Ernst képek sorát ez a kép nyitja meg. Ebben az időben jut hatalomra Hitler és megindul Németország ipari újjáépítése. A kép elefántja kazánszerű gépszörny, éppoly riasztó, a mindenséget betöltő monstrum, mint a német militarizmus és a gép- és fegyvergyártó ipar együttesen. A militarizmus mitológiájával szépített jellegére emlékeztet az álarcszerű, teuton istenszarvakkal ellátott fej, amelyet egy „csipkés” nyakravaló igyekszik kellemdússá varázsolni. A rém annyira elfoglal eget-földet, hogy a férfivágyat jelképező fölmeredő jobb oldali phallosz-oszlopot, és az élet táncát lejteni próbáló fej nélküli aktot is csaknem teljesen kiszorítja a képből. Az életnek sehol semmi jele, a rém már mindent elpusztított vagy bekebelezett. Ernst képe nyilvánvalóan szorongás kivetítődése, és a szorongás oka itt meglehetősen világos: embert és természetet egyaránt fenyeget az agresszív, szűk homlokú gép, amely most ugyan mozdulatlanul áll géplábain, de a háta mögött, a levegő távolában még ott lebeg a pusztulás füstemléke. Ezen a képen jelenik meg először a különböző funkciókkal és jelképekkel felruházott fej nélküli nő alakja.
- Katharina Ondulata (1921) Női vaginára utal a kép.
- Cím nélkül II. (1921)
- Cím nélkül III. (1920)
- Cím nélkül IV. (1920)
- Cím nélkül V. (1920)
- Cím nélkül VI. (1921)
- A birka (1921)
- Éluard portréja (1921)
- Férfiak soha nem érthetik meg (1921)
- Kozmikus vízibetegség (1921)
- Ultramarin ültetvény (1921)
- Oedipus király (1922) Max Ernst egyik legfontosabb képe. Maga a művész is annak tekinthette, jele ennek, hogy csaknem valamennyi kiállításán szerepelteti. A szürrealizmus elméletének kialakulásában a freudizmusnak elsőrendű szerepe van, s a párizsi csoport beszélgetéseinek fő tárgya az emberi tudat rétegződéseinek új tana. A freudi Ödipusz-komplexust ezúttal nem kell részletezni, Ernst-nek apjához való viszonya meglehetősen ambivalens (szeretet, gyűlölet, az anya féltése, féltékenység) – a freudi rendszerben ez jellemző a legtöbb fiúgyermek apjához való kapcsolatára. Ernst-nél az alapszövetet még átszövi az apai szupertekintély elleni lázadás, a már gyermekkorától benne élő, korlátokat nem tűrő szabadságvágy.

A kép szerkezete roppant egyszerű, borzongató és érthetetlen, hacsak nem használjuk fel biográfiai és pszichoanalitikai ismereteinket a kép jelentésének feltárásához. Egy ház ablakán otromba kéz nyúlik ki, ujjai íjfélével átdöfve, egyik ujjába csigaszerű fémszerkezet fúródik, kezében nyíllal átdöfött diót tart. A szörnyű kéz előtt két rabmadár, a madaraknak csupán a feje látszik, testük a föld foglya, nyakukat kerítés szorítja mozdulatlanságba. Előttük a horizontot rózsaszínű fal takarja – nyilván kertfal, erre utal a mellette fekvő parányi zöld mezőcske. Távol, alig látható, alig elérhető magasságban egy léggömb. Az otromba, falloszokra emlékeztető férfiujjak – mindössze négy, csonkaságot, kasztráltságot jelez – az apa mindenüvé elérő kezét hivatottak megjeleníteni. A freudi szimbolikából tudjuk, hogy a kézben tartott nyíllal átdöfött dió – az anya, az anyaméh jelképe – egyúttal szemet, kiszúrt szemet – tehát a bosszú, a kasztrálás másik jelét – is ábrázolhat. A nyíl kíméletlen apai fallosz, amely behatol az anyába.
- Barátok találkozója (1922) Stílusában azért egyedülálló, mert az alakok ábrázolásában naturalista hűségre törekszik, és jellemzésükben is eltekint az asszociatív ábrázolási módtól. Arc, ruha, mozgás közvetlenül idézi és jellemzi a résztvevőket. A festmény 17 alakot ábrázol, amely humorral és titokkal átszőtt csoportkép; a bal és jobb sarokban elhelyezett tekercseken Ernst név és szám szerint felsorolja a jelenlevőket, ironikusan utalva az újságokban megjelenő, számozott képekre. A háttérben a behavazott hegyi táj a kétszeri kedves tiroli dadaista vakáció emléke. A 13-as számmal megjelölt André Breton teljes erővel rohan előre, miközben jobbjával az ég egy pontja felé mutat. Ez a pont a sötét égbolton megjelenő két kör találkozása: „Felesleges lenne a szürrealizmusnak más célt keresni, mint ennek a legfelső pontnak a kijelölését.” Az elegáns Enrst Dosztojevszkij ölében ül, és a szellemi atyát helyettesítő „öreg” szakállát tépkedi. A Disputára utaló Raffaello is megjelenik a háttérben, míg a hegyekből, ember nem járta, szem nem látta ösvényekről ismeretlen, arctalan tömegek özönlenek, hogy csatlakozzanak a szürrealizmushoz. Ernst lábánál elhelyezett csendélet talán az elhagyott stílusokra utal. A tabló naturalista alapképlete ellenére már a szürrealizmus csoportképi megjelenítése, s a dadával ekkor keletkező feszültség jele: Tristan Tzara nincs itt a találkozón.
- Északi sark (1922)
- Kasztor és Pollux (1922)
- Madarak egy tájban (1922)
- Teljesítmények és használhatatlanságok (1922)
- Az év 55, nagyon gyengéd földrengés (1922)

1923-ban Ernst Saigonba utazott. Feltételezések szerint innen hozta magával a rövidesen megjelenő Loplop kifejezést. Loplop Ernst madárazonosulásának egyik neve, számos képének címében ez a név fog szerepelni. Loplop khmer nyelven habókost, bolondost jelent.
Az 1923–25-ös év termése különlegesen változatos volt, jellegzetesen telített ernsti találmányokkal és emblémákkal.
- Ubu imperator (Übü király, 1923) A kép félreérthetetlen utalás az apára, akiknek gyötrő emlékétől Ernst láthatóan nem képes szabadulni. A kép címe Alfred Jarry Übü-sorozatát idézi, de egyúttal tartalmi jellemző is: a hatalom mániákusa. Egy pöffeszkedő, üres hordó, amely pörgőcsigaszerűen forog maga körül. Haja hosszú, női hajzat. A hatalomvágy feminin természete? Körülötte birodalma: üres sivatag. Mögötte a távolban a már ismerős égre meredő phallosz-jel, amely azonban itt sarló végződésével pusztító, kasztráló hangsúlyt nyer. Ezenkívül csak önmaga halvány árnyéka mutatja, hogy az Übük árnyakon uralkodnak.
- Az emberek semmit sem fognak megérteni ebből (1923)
- A hullámzó nő (1923)
- A madarak nem tudnak eltűnni (1923)
- Az első tiszta világnál (1923)
- Baráti tanács (1923)
- Hosszú életű szerelem egy elragadó vidéken (1923)
- Két költemény (1923–24)
- Piéta, avagy a forradalom estéje (1923)
- Szent Cecília (1923)
- Természet történet (1923)
- Ki ez a magas beteg ember (1923–24)
- A pár (1923)
- A pár II. (1924)
- Nő, öregember és virág (1924)
- Két gyermeket fenyeget egy fülemüle (1924) Kép-object. Kép és keret egységesen funkcionál, mint az olasz primitívek képeinél. A festett fatáblára egy fából készült faházat, nyitott kerítésajtót és ajtófogantyút szerelt a művész. A házon viszont az ajtó helyén egy különös, nehezen azonosítható, de leginkább késre emlékeztető szerszám van. Jellegzetesen szorongásos álomkép. Alig félreérthetően utal Ernst gyermekkorára és a gyermekkor félelmeire. A háztetőn egy arctalan, mozdulatairól ítélve fiatal férfi rohan, az álom-kép kertkapujának szabadságot jelző nyitógombja felé. A halott leány talán a korán elhunyt húgocska, a bontott hajú menekülő a nővér? A fiatal férfi Max Ernst maga.
- Dadaváros (1924)
- Két lány gyönyörű pózban (1924)
- A megérdemelt világ (1925)
- A pikk ász (1924)
- Cím nélkül (1925)
- Éva az egyetlen aki hiányzik nekünk (1925)
- Gyönyörű évszak (1925)
- Idol (1926)
- Meztelen lányok (1925)
- Két meztelen lány (1926)
- Párizsi álom (1923–25)

Ernst munkáiban jelen van az automatikus képzőművészeti „írásmód” alkotói megközelítése és mindezzel egy olyan módszer, amely közelebb vezeti a művészeket a szürrealizmus egyik kedvenc gondolatának, a véletlen találkozásnak realizáláshoz.
Egy esős napon a tengerparti szállodában megdöbbentő hatással volt rá a szoba padlója, amelynek erezését ezer sikálás még alaposabban hangsúlyozta. Elővett egy papírlapot, és magát a véletlenre bízva, a papírt a deszkára fektette, ceruzával dörzsölgette, ezután hasonló módon és eszközökkel kipróbálta a legváltozatosabb anyagokon: faleveleken, a zsákvászon foszladozó szegélyén, cérnaszálakon. Így született a frottage, a dörzsölés technikája. Persze nem a technika felfedezése az új, hanem az, hogy Ernst ezt az ismert technikát kulcsként használta az ösztönök kapujának megnyitásához. Újabb és újabb technikákat fejlesztett ki: frottage, grottage, dekalkománia, cuppantás, és csurgatás. A dadaizmus spontaneitását őrizte meg így, sok személyes képi elemmel.

### Reliefei ebben az időszakban
Reliefeket is készített dada-periódusában, melyek a festészet és a szobrászat átmenetei.
- Hosszú tapasztalat gyümölcse (1919) A + és a – férfi és női jel.
- Sculpto peinture:
- A vak úszó: Előképe egy új-guineai maszk. Egy házasság szétbomlása és egy reménytelen szerelem történetét meséli el.
- Bánya a hegyben (1920)
- Izgatottság, nővérem (1921)
- Az angyal zuhanása (1922)

## 1925–1927
1925-ben megjelent Ernst önálló kötete dörzsölt rajzaival, címe A természet története, amely elvezet a természet képzeletbeli újrateremtésének fantasztikus világába. A művész mindenhatóként teremtette újra a világot saját képmására.
- A fény kereke (1925)
- A levelek szokása (1925)
- Bizalmasság (1925)
- Kis mezők a föld körül (1925)
- Levelek (1925)
- Madárijesztők (1925)
- Mogyorófa utánzása (1925)
- Őrzi a titkát (1925)
- Összekapcsolt gyémántok (1925)
- Világító bogár (1925)

1925-ben együtt dolgozott a Montmartre-on Hans Arppal, Joan Miróval, André Massonnal. Naponta cserélődtek köztük az új módszerek és gondolatok, mert tudták, hogy a gondolkodás és az alkotás legálnokabb ellensége a rutin.
Gyagilev felkérte, hogy Miróval együtt készítse el a „Rómeó és Júlia” díszleteit. Ez egyúttal Ernst és a szürrealisták első jelentős konfliktusához vezetett, amelyet majd sorozatban követnek a többiek.
- A Szűz megfenyíti a gyermek Jézust három tanú: André Breton, Paul Éluard, és Max Ernst jelenlétében (1926) Ez is egyike a ritka, külső formájában naturalista hűséggel festett képeknek, tartalmi hatása azonban oly erőteljes, hogy a kép miatt az egyház kiátkozza. A megszentségtelenítés nem különbözik a megszokott szürrealista gyakorlattól: itt a profanáció, a szakrális tárgy realizálása, a cím és a téma ellentmondása, egy anya fenyíti meg itt kisfiát, akinek glóriája a földre pottyant. A hieratikus póz átváltása köznapivá szentségtörés.
- Az inkvizítor hét órakor igazságot tesz (1926)

Ernst az Alpokban töltött néhány téli napot, ahol ismét felfedezett egy „új” technikát. Bár ez sem teljesen új, Marcel Duchamp alkalmazta már a híres Nagy Üvegen, amikor porcsomót hintett, és játékágyúból ólomszemcséket lőtt a formálandó képre, éppen a véletlen formák szeszélyeinek kutatására.
- A Saint-Denis kapu éjjeli látványa által keltett vízió (1927) A dörzsöléssel rokon technika első példánya. Egy friss, világos színekkel bevont egyenetlen felületre fektetett vászonra ráejt egy sötétebb színekbe mártott zsineget, melyet ezután a festőspaklival a vászonra présel. A kép zsineg és dörzsölés technika keveréke. Párizs egykori városkapuja itt csak címében és emlékeiben él, szörnyek tanyája, csupán egy fintorgó, torz holdkarizma ereszkedik alá: valóságos kozmikus katasztrófa.
- A horda (1927) Balról jobbra robogó rémeket ábrázol (itt Nyugat-Európa és Németország viszonyáról van szó), akik fenyegető, riasztó formátlanságukkal, kontúrjaik iszonyatos agresszivitásával mondják el festői nyelven azt, ami a kor történelmében végbe megy. A zsinegsorozat csaknem valamennyi darabja szorongásról tanúskodik, katasztrófát sejtet.
- Gyerek, ló, virág és kígyó (1927)
- Kegyetlen, műveletlen taglejtés egy amulettnek (1927)
- Két ember és egy madár (1927)
- Két lány és egy majom botokkal felfegyverkezve (1927)
- Két meztelen khiméra (1927)
- Nyers erotikus jelenet (1927)
- A szél menyasszonya I. (1927)
- A szél menyasszonya II. (1927)
- A szerelem estéje (1927)
- A szűzies József (1928)
- Utánunk anyaság (1927)
- Utánam csönd (1928)

1925–27-ben két új motívum jelent meg művészetében: az erdő és a virág. Az erdő már gyermekkora óta kíséri, azóta mióta apjával a Brühl környéki erdőkben sétált, ahonnan a szorongás és a felszabadultság vegyes érzéseit hozta magával. Ez az erdő motívum élete végéig követte. Csaknem valamennyi kép jellemzője: az erdő fái (fa jelei) komoran merednek az égnek, vagy kusza összevisszaságban árasztják világvége-hangulatukat. A rengeteg fölött, között, alatt Nap- és Holdkorongok, néha megjelenik egy-egy vergődő madár, mintha Loplop a kiismerhetetlen világ rácsai között vergődne. A virágmotívum a madármotívummal keveredik, de általában derűsebb.
- Az erdő (1924)
- Erdő II. (1925)
- Erdő III. (1925)
- Erdő IV. (1925)
- Erdő V. (1927)
- Nagyon csinos kinyújtott erdő (1925)
- A nagy erdő (1927)
- A Nap korongja (1927)
- A tájkép ellenlábasánál (1927)
- Avignon (1927)
- Börtön, erdő és fekete Nap (1927)
- Erdő és nap (1927)
- Madár az erdőben (1927)
- Megkövesedett erdő (1927)
- Halszálka virágok I. (1929)
- Halszálka virágok II. (1928)
- Hóvirágok (1929)
- Madár házasság (1925)
- Százezer galamb (1926)
- Kék és rózsaszín galambok (1927)
- A szél madara (1927)
- Madarak szobra (1927)
- Madarak szobra II. (1927)
- Harmonikus család (1928)
- Loplop a legkiválóbb madár (1928)
- A gonosz jelölt (1928)
- Tengeri rák (1929)
- Asztal, fej és szemüveg (1929)
- Belső vízió, a tojás (1929)
- Lepkék (1930)

## 1929–1930
1929–30-ban készült el Ernst legjelentősebb kollázs-regénye, amely addigi munkásságnak összegzésének számít. Ez a Százfejű – vagy a fej nélküli – asszony. 150 kollázst és a művész szövegét tartalmazza.
- A százfejű nő kinyitja a ruhaujját (1929)
- A szeplőtlen koncepció (1929)
- A táj háromszor változik (1929)
- A vulkanikus nő megrázta altestének részét fenyegetően (1929)
- Két lány biciklizik az égen (1929)
- Nyisd ki a táskád jó emberem (1929)
- Az apák országának oltára (1929)
- És a lepkék elkezdenek énekelni (1929)
- Közlemény a papának (1929–30)
- Magasztosan (1929–30)
- Marceline (1929–30)
- Marceline Marie I. (1929–30)
- Marceline Marie II. (1929–30)
- Marceline Marie III. (1929–30)
- Marceline Marie IV. (1929–30)
- Szörnyeteg felismerted, hogy szerelmes vagyok (1929–30)
- A látás belsejében (1929). E címmel több képet is festett, valamennyit 1929-ben. Jelen kép sötét téglalap alakjában világosabb ovális forma, tojás belsejében összefonódott madárformák küzdenek egy kisebb tojásért, pontosabban a küzdelemben csupán két madár érdekelt, a többi közönyös. Az egyik lehetséges magyarázat, hogy Ernst itt az örökké falánk, mohó sejtek és a belőlük burjánzó mohó ösztönök vonaglásait próbálta formába önteni. A legnagyobb madár antropomorf azonosulására jellemző, hogy lebegő köpenyfélét visel a nyakában. Van még egy figyelemre méltó jelenség: a kép bal sarkában, de már a képen kívül a jeleneten ironikusan vigyorgó E betűt formázó kaján álarc.

Sorozataiban új típus jelent meg: Loplop a madarak rendőrfőnöke, hosszú Loplop sorozat.
Loplop nyomán keltette életre a népes madárvilágot: karvalyok, pacsirták, galambok, griffek töltik be képeit, s végül a Madarak emlékműve sorozat jelzi a képi képzelet csaknem kényszerképzet jellegét. A madár metaforikus módszere a szürrealizmus egyenes következménye.
- Loplop bemutatja Loplopot (1930)
- Loplop bemutatja Loplopot II (1931)
- Loplop bemutatja Loplopot III (1931)
- Loplop bemutatja Loplopot IV (1932)
- Antropomorf alak (1931)
- Emberi alak (1930)
- Lepkegyűjtemény (1930–31)
- Testi vágyak komplikálva vizuális reprezentációval (1931)
- Ügyesség (1931)
- A postás (1932)
- Üveg (1932)
- A jelképes erdő (1933)
- Állatias pár (1933)
- Ismeretlen erotikus portré (1934)
- Spanyol nő a tengernél (1934–35)

## 1933
1933-tól város-sorozata is már a civilizáció romjait mutatja, ezek a különös, kihalt, Bábel tornyokra emlékeztető felkiáltójelek. A romokat burjánzó, kusza növényrengeteg kezdi birtokba venni: nyilván visszatért a 10 esztendővel ezelőtti indokínai utazás emléke.
- A város (1935)
- A hibátlan város (1936)
- A hibátlan város II. (1935–36)

## 1934
1934-ben jelenik meg a Jótékonyság hete vagy a hét fő elem c. kollázs-regénye. A hét fő bűnre történik gunyoros utalás, mindezek gyújtópontja egyetlenegy: az összevissza kuszált világ, amelyet Erosz kormányoz. Jellemző, hogy a hét napjaival, vagyis mindennapjainkkal Ernst képzeletében azonosuló elemek a legfőbb kegyetlenséggel, az erőszakos hatalom megszokott jelképével az oroszlánnal kezdődnek: hétfő – víz, kedd – tűz, szerda – sír, csütörtök – sötétség, péntek – szem, szombat – ismeretlenség. A kollázsok alapanyaga a századvég és századelő naiv vulgarizáló illusztrációi, amelyekhez új elemeket applikál oly módon, hogy a módosítás új helyzetet hoz létre például ölelés helyett tőrdöfés, kard helyett lábszárcsont.
A válogathat a képek között, amiket felhasználhat a kollázsokhoz, de a választék korlátozott. Ennyiben hűen követi a szürrealista módszereket, amelyek a művészi alkotás pilléréül az álmot, az ösztönöket, a vágyat és a véletlent állítják megtagadva a tudatosság, a kompozíció szerepét és jelentőségét.
Ernst egy új műfajban való jártasságát Alberto Giacomettinek köszönheti, aki 1934-ben meghívja őt svájci otthonába. A ház közelében rohanó hegyi patakból felgörget néhány hatalmas gömb és tojás alakú követ a ház udvaráig és óriási lelkesedéssel veti be magát a szobrászat gyönyöreibe. Ezek az évek a szürrealizmus válságának az évei.
- Csinos német nő (1934)
- Lunar asparagus (1935)
- Oidipus (1934)
- Faragott kövek Giacometti udvarán (1936)
- Reggeli a szabadban (1936)
- A nimfa visszhangja I. (1936)
- A nimfa visszhangja II. (1936)
- A nimfa visszhangja III. (1936)
- Életöröm (1936)
- Jó gyógynövények (1936)
- Táj sarjadó kukoricával (1936)
- Természet hajnalban I. (1936)
- Természet hajnalban II (1938)
- Holdkóros búvárok (1936)
- A szellem győzelme (1937)

## 1937
1937-ben bemutatják Jarry Übü király c. művét, melyhez a díszletet Ernst csinálja. Kiállítása nyílik még New Yorkban és Tokióban is. 1938-ban kizárják a szürrealisták csoportjából.
- Házitűzhely angyala (1937). Sorozatában új képtípus jelenik meg a Házitűzhely angyala, amely 1937 készült. A lángoló ágyékú, világot taposó szörny betölti a mindenséget és mellette aligha virulhat Ernst egyik vezérlő elve az életöröm. A kép már sejteti barátnőjéval való szakítását, mert a nő labilis idegrendszere pokollá tette Ernst életét.
- Angyal (1937)
- Európa eső után I. (1937). A belső és a külső táj nem független egymástól. A látvány homályos érzeteket ébreszt. A kép vigasztalan látvány, holdbéli táj, a kietlenség és embertelenség tömény megfogalmazása, ahol a szétzúzott földön csupán egy roppant vérfolt vagy egy rém árnya teljesíti be a pusztulás képét.

## 1939
1939-ben kitör a háború és alaposan felkavarja Ernst életét. Nemsokára Német Birodalom polgárként internálják egy Aix-en-Provence-i koncentrációs táborba. Szüntelenül rajzol, hogy elfeledje dühödt éhségét. Karácsony táján visszanyeri szabadságát, amely rövid életű, ismét egy táborba kerül. Szabadulása után Saint-Martinre megy, fia (festő New Yorkban) igyekszik megszerezni a beutazási engedélyt apja számára az Egyesült Államokba.
1941-ben érkezik New Yorkba. Ebben segít neki Peggy Guggenheim, aki több képét is megvásárolja. Milliomos szférába csöppen Peggy mellett. Sokat sakkozik és szobrászkodik.
- A menyasszony elrablása (1940)
- A festő lányai (1940)
- Az elbűvölő ciprus (1940)
- Magányos fa és egyesült fák (1940)
- Az ellopott tükör (1941)
- Napóleon a vadonban (1941)
- Totem és tabu (1941)
- Antipápa (1941–42)
- Nappal és éjszaka (1941–42)
- Megtévesztő bolygó (1942)
- Ifjú, akit megzavart egy légy nem-euklideszi röpte (1942-47) A kép egy új művészeti technika felfedezése és hordozója. A művészi képalkotó koncepció megváltozik. Óriási felfedezés számára a nyugat-amerikai indiánok művészete. Meglátogatja a különböző törzsek településeit és részt vesz az ünnepségeiken. Különösen a hopi indiánok maszkjai és bábui keltették fel érdeklődését. Az euklideszi légy nem csupán a tudás geometrikus karikatúráját (maszkját) hozza ki sodrából, hanem az egész univerzumot. A fintorgó maszk maga Euklidész (a logika atyja) karikatúrája.
- A szürrealizmus és a festészet (1942) Központi alakja egy bájos szörny, kétfejű, egykarú madármammut. Némileg emlékeztet a keresztény ábrázolások pelikán szimbólumára. Nyilvánvaló, hogy a szürrealizmus szimbóluma, a fő alak dédelgeti újszülött gyermekét, aki állat is, ember is. A tudat-ösztön harmóniájának jelképét hordozza. A szürrealizmus keze öntudatlanul fest, a vásznon pedig egy újfajta világmindenség körvonalai bontakoznak ki. A szürrealista festészet önálló szuverén világot teremt a festővásznon.
- Európa eső után II. (1940-42) A dekalkónia technikájával készül. A festő egy sima papírlapra festéket tereget, majd egy második papírlapot fektet a friss festékre és a két lapot szétválasztva a legkülönbözőbb alakzatokat nyeri. A képen a rombolást és az erőszakot jelképező alak körül már minden elpusztult. A képet teljes szélességében az emberi civilizáció romjai borítják. A természet is romokban hever, földet, tetőket, sziklákat csonthalmok borítanak. Egy kalapos, mezítelen de csonka nő szemléli a horizontot, amely a teljes pusztulás ellenpontjaként derűs: a kék égen hófehér felhők úsznak. Az ember csaknem mindig valaminek a foglya: sziklák, falak, növények, különböző konstrukciók falazzák, béklyózzák, s e rab létből merednek a szabad falloszok.
- Az angyalok furulyája (1942)
- Festmény fiatalembereknek (1943)
- A csend szeme (1943-44)
- Reggeli a szabadban (1944)
- A király a királynővel játszik (1944)
- A megterített asztal (1944)
- Holdkóros (1944)
- Kos (1948)
- Rajnai este (1944)
- Álom és evolúció (1945-46)
- Koktélivó (1945)
- Szent Antal megkísértése (1945)
- Az éjszaka szakaszai (1946)
- Különleges táj (1947)
- Táj (1947)
- Tervezés a természetben (1947)
- Az istenek ünnepe (1948)
- Kémiai nász (1947–48) Ez az egyik leghíresebb régi alkimista mű címe is. A kémiai nász, vagyis az elemek mágikus egyesülése a bölcsek kövének keresése az alkímia legfontosabb gyakorlata. Emberpárt ábrázol, a képből félig kilépő nő kecses mozdulattal kíséri a kép fölé magasodó férfit. Egyike a hasonló felfogásban komponált művek sorának, hiszen közel 20 éven festi e geometrikus sorozatát. A kép szerelmespárja jelentené a titokzatos folyamatot, midőn a szerelemben az élet nedvei oly módon egyesülnek, mint az alkimista lombikok vegyületei.

## USA
Ernst tíz évet töltött Amerikában, ismert de még mindig nem elismert festő volt. 1951-ben visszatért Európába. Nagy retrospektív kiállítást rendeztek neki, de a kiállítás sikertelensége minden addigit felülmúlt. Sokat dolgozott elvonultan, egyedül egy kis faluban, Huismes-ben.
- Sugalmazott táj (1950)
- A szabadság (1951)
- A balek sírása (1953)
- Öregember folyó (1953)
- A 20. század (1955) Az Európa eső után katasztrófa hangulatára emlékeztet. Ezen a képen már élőlények sincsenek, a civilizáció maradványai is eltűntek, a romot is rom borítja. A tipikus „kő kövön nem marad” ábrázolás.
- Alice barátainak (1957)
- Utánam az álom (1958) A 68 éves művésznek a halállal kapcsolatos érzelmeit tükrözi. A kép három egymástól határozottan elkülönülő síkra tagozódik. Az alsó képsík megfelel a föld alatti világnak, lehet ez akár a holtak birodalma is. A középső a felszín, geometrikusan szabott, komor hegyvidék, amelyet két szeszélyesen megrajzolt sötétebb vonal szel keresztül. A felső képsík a levegő. Ez a mű a „geometrikus irónia” korszakának egyik záróképe. Az alsó mező kristályos alakzatában a lét nemlétté, azaz természeti létté alakul, az anyag visszatér a természethez. A középmezőben a civilizációval azonosítható mező elzárja a közlekedési lehetőséget a felső és az alsó rétegek között és a kietlen hegyvidék mindkettőt fenyegeti egyúttal. A felső régió uralkodó motívuma a madár. A szimbolika távoli rokonságot mutat az egyiptomi mitológiában, de számos más mítoszban is megtalálható képzeleti motívummal, mely szerint a meghalt ember lelke egy elröppenő madár. A madár mozdulatlanul szárnyal és feketébe hajló sötétzöld színe is a halált és a mozdulatlanságot idézi.
- A világ egy történet (1959)
- Az álmok híres meghamisítója (1959)
- Az elsodort dala a földnek (1959-60)
- Méhek rajzása az igazság palotában (1960)
- Franciaország kertje (1962) Ez idősebb kori művészetének egyik legkifejezőbb darabja. A képen gyönyörű mezítelen asszony azonosul a földdel két folyó között. A csábító test combjára kígyó fonódik – Hádész a föld alatti világ jelképe vagy ő Éva a kígyóval? Az akt mindenképpen a termékenységet szimbolizálja. Erre utal a Loire csodálatos tengerzöld hajlatai fölött a termékeny mezőkbe ágyazott péniszre emlékeztető sötét folt is. Az asszony felsőtestét föld fedi, de kikandikál keble. Így hát nem csupán fej nélküli asszonyt ábrázol, hanem egy kifinomult festői fogással a néző elé tárja a földet jelképező asszony termékeny szerveit.
- Az ég házassága a földdel (1964)

1965-től Ernst visszatér ifjúkorának kollázsaihoz, melyeket objectekkel és festéssel vegyít. Valamennyi roppant kifejező és gazdag formátumú, de mégis hiányzik belőlük az ifjúkor zendülő gesztusa és a felfedezés gyönyöre.
- Béke, a háború és a rózsa (1965)
- A szép kertésznő visszatérése (1967) A százfejű asszonyok egyikével találkozunk, az érett idős férfi nosztalgikus ünneplése ez. Ölében egy madár trónol, de nem a zord Loplop, hanem szép, színes, szelíd galamb, melynek teste hófehér. Max életének több száz asszonya közül bármelyik arca behelyettesíthető a kertésznő feje helyére. Feltűnő a festmény harmonikus és szokatlan szépsége.
- A naiv világa (1965)
- Az elsüllyesztett kő (1966)
- Néhány állat, közöttük egy írástudatlan (1973) Megpróbálja felidézni ifjúságának művészetét. Kozmikus és ironikus madarait eleveníti fel.

Még megélte, hogy New Yorkban, majd Párizsban 85. születésnapja alkalmával megnyílik közel 400 művet felvonultató életmű-kiállítása. Így hát még életében megkapott minden tiszteletet, amelyre már nem tartott igényt. 1976-ban, 85. születésnapja előestéjén halt meg agyvérzésben.
Kollázsa, frottázsa, csurgatása bekerültek a festők mindennapi eszköztárába.

## Külső hivatkozások
- Max Ernst művei – TerminArtors.com
- Max Ernst Master Piece – "Immortel" Huge chess game made of glass